# 凱西鎮區 (伊利諾伊州克拉克縣)
凱西鎮區（英語：Casey Township）是位於美國伊利諾伊州克拉克縣的一個行政鎮區。

## 地方資料
根據2010年美國人口普查的數據，凱西鎮區的面積為94.20平方千米，當中陸地面積為93.80平方千米，而水域面積為0.40平方千米。當地共有人口3845人，而人口密度為每平方千米40.82人。